# Metro Amsterdam
Die Metro Amsterdam wurde am 14. Oktober 1977 als jüngste U-Bahn in den Benelux-Staaten eröffnet. Sie ist neben der Amsterdamer Straßenbahn des Verkehrsunternehmens GVB, das auch den Stadtbusverkehr betreibt, sowie dem Zugverkehr der Nederlandse Spoorwegen Teil des schienengebundenen öffentlichen Personennahverkehrs in der niederländischen Hauptstadt Amsterdam und deren direkter Umgebung.
Das Metronetz erstreckt sich auf einer Länge von 52,2 Kilometern, wovon nur zwei 3,5 und 7,1 Kilometer lange Abschnitte im Tunnel verlaufen. Die Amsterdamer Metro besteht aus den fünf U-Bahn-Linien M50, M51, M52, M53 und M54. Im Jahr 2009 fuhren mit der Metro Amsterdam etwa 107,675 Millionen Fahrgäste; dies entspricht im Schnitt 295.000 Fahrgästen pro Tag.

## Geschichte

### Vorplanung
Schon im Jahr 1922 gab es Entwürfe für ein unterirdisches Stadtschnellbahnsystem, aber die damals geplante Streckenführung war mit 50 Millionen Gulden zu teuer.
Die Stadt Amsterdam kämpfte in der Zeit nach dem Zweiten Weltkrieg mit vielen Stadterweiterungen und dem daraus resultierenden steigenden Verkehrsaufkommen. Es gab zwar schon ein gut ausgebautes Straßenbahnnetz, das jedoch nicht aus den Stadtgrenzen der Vorkriegszeit herauskam. Schließlich schlug die städtische Regierung vor, wie es damals in vielen europäischen Städten Mode war, die Straßenbahn durch ein teilweise in Tunneln geführtes U-Bahn-Netz zu ersetzen. Dieses sollte die Innenstadt gut mit den Vororten verbinden. Das vorgeschlagene Netz sollte aus vier Linien bestehen:
- eine Nord-Süd-Linie (Noord/Zuidlijn)
- eine Südwest-Südost-Linie (Oostlijn)
- eine Ost-West-Linie (Westlijn)
- eine Tangentiallinie (Ringlijn)

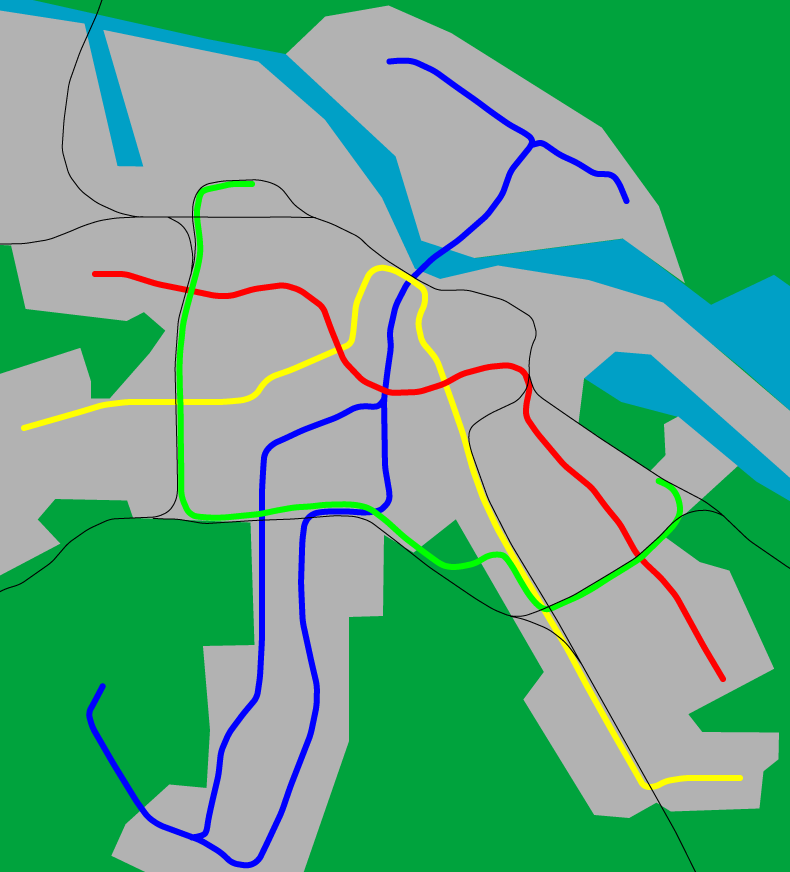
Geplantes Streckennetz 1968

Obwohl die Nord-Süd-Linie das höchste Verkehrsaufkommen versprach, sollten die Bauarbeiten an der Südwest-Südost-Linie beginnen. Damals gab es noch keine Tunnelbau-Erfahrungen im feuchten Untergrund, und diese geplante Linie hatte den kürzesten Tunnelabschnitt. Die sofort geäußerten negativen Meinungen und aufgetretenen Fehler beim Kostenvoranschlag führten dazu, dass die Nationalregierung 1977 kurz vor der Eröffnung der ersten Strecke entschied, dass der gesamte Metroplan fallen gelassen und es keine weiteren U-Bahn-Strecken geben solle.

### Erste Strecken ab 1977
So wurden am 14. Oktober 1977 die vollwertigen U-Bahn-Strecken Weesperplein–Gaasperplas bzw. Weesperplein–Holendrecht eröffnet. Die Strecken bilden die Linien 53 (auch Gaasperplaslijn genannt) und 54 (Name Geinlijn).
Für den Bau der Station Nieuwmarkt wurden Teile des Nieuwmarkt-Viertels abgerissen, was die Nieuwmarktrellen genannten Proteste im Viertel um die Waag auslöste. Trotz der Proteste wurde im Dezember 1974 mit dem Abriss der Wohnhäuser begonnen und der Bau des Bahnhofs begann im Sommer 1975.
Drei Jahre später erreichten die beiden Linien den Bahnhof Centraal Station (Hauptbahnhof). 1982 wurde die Linie 54 bis Gein verlängert (daher der Linienname).

### Tangentiale Linien in den 1990er Jahren
Erst mehr als zwanzig Jahre später, 1990, wurde die Linie 51 (auch Amstelveenlijn) eröffnet. Sie ist eigentlich eine Schnellstraßenbahn (Sneltram genannt), die sich die Strecke von Centraal Station bis Spaklerweg mit der U-Bahn teilt. Dann führt sie auf gemeinsamen Gleisen mit der 50 (Ringlijn) und trennt sich am Bahnhof Amsterdam Zuid von dieser. Die Strom-Einspeisung erfolgt bei dem Streckenabschnitt Südbahnhof–Westwijk durch eine Oberleitung, während bei den anderen Metro-Linien seitlich angebrachte, von unten bestrichene Stromschienen verwendet werden. Da die Amstelveenlijn eine Straßenbahnstrecke ist, sind die Wagenkästen der auf ihr eingesetzten Fahrzeuge schmaler und folglich gibt es an den Seiten befestigte Borde, um den Breitenunterschied auszugleichen. Im Jahr 2004 gab es eine Verlängerung in Richtung Süden bis zur Station Westwijk.
Die Züge der Ringlijn (Linie 50), am 1. Juni 1997 eröffnet, verkehren komplett oberirdisch, hauptsächlich auf Viadukten. Typisch niederländisch, in Deutschland unüblich, gibt es in den Wagen auf dieser Linie extra Fahrradständer. Eigentlich sollte dies eine Ringlinie werden, der weitere Ausbau ist jedoch ungewiss (Stand 2019?).

### Neue Innenstadtstrecke Noord/Zuidlijn im 21. Jahrhundert
Der Bau der nächsten Strecke, der M52 (auch Noord/Zuidlijn), begann im Jahr 2002. Ursprünglich sollte sie 2011 fertig sein und 1,46 Milliarden Euro kosten. Während der Tunnelarbeiten im Jahr 2008 traten Probleme mit mehreren Hausfundamenten an der Vijzelgracht auf, eine Senkung war die Folge, einige drohten sogar einzustürzen. So ordnete der damalige Bürgermeister Job Cohen nun einen vollständigen Baustopp an. Erst nach Beseitigung der Schäden und einer Umplanung konnten die Bauarbeiten wieder aufgenommen werden. Die Kosten hatten sich dadurch enorm erhöht, im Jahr 2016 wurden bereits 3,1 Milliarden Euro angegeben. Die Einweihung der Strecke konnte erst am 21. Juli 2018 vorgenommen werden.
Die M52 verläuft von Bahnhof Zuid Richtung Norden über den Hauptbahnhof bis zur Station Noord. Durchschnittlich nutzten im Jahr 2019 täglich rund 120 000 Fahrgäste diese U-Bahn-Strecke.
Die Caisson-Bauweise erforderte teilweise Arbeiten in einer Überdruckblase. Dadurch war es notwendig, dass die Arbeiter nach ihren Schichten einen langsamen Druckausgleich in einer Dekompressionskammer vollziehen, um die Taucherkrankheit zu vermeiden.

### Umorganisation der Amstelveenlijn
Am 4. März 2019 wurde die bisherige Linie M51 von Westwijk bis zum Bahnhof Zuid zurückgenommen und stattdessen nach Isolatorweg verlegt. Der Mischbetrieb mit der Straßenbahn wurde damit aufgegeben. Grund hierfür waren die häufigen Verspätungen auf dem Metronetz, die vom Streckenast der M51, z. B. bei Verkehrsstauungen und -unfällen auf der Straße, weitergetragen wurden. Zudem wird der Abzweig von der Metro- zur Straßenbahnstrecke am Südbahnhof nach Ausbau der Autobahn A10 (Projekt Zuidas) baulich nicht mehr möglich sein.
Die Amstelveenlijn wurde in einer Übergangszeit nur noch zwischen dem Bahnhof Zuid und Amstelveen-Stadshart von den Straßenbahnlinien 5 und 6 bedient. Die Doppelbahnsteige dort und die restliche Strecke nach Westwijk wurden für 300 Millionen Euro auf Niederflurbetrieb umgebaut und gingen am 13. Dezember als neue Amsteltram (Linie 25) wieder in Betrieb. Eine Verlängerung nach Uithoorn (Kostenpunkt 70 Millionen Euro) sollte zunächst 2022, nach aktuellem Stand 2023 in Betrieb gehen.

### Tabelle

Strecken bis 2019 mit Eröffnungsjahr

| Eröffnungsdatum | Streckenabschnitt                                                           | Liniennummer (Stand Ende 2019) | Länge (km) |
| --------------- | --------------------------------------------------------------------------- | ------------------------------ | ---------- |
| 14. Okt. 1977   | Weesperplein – Van der Madeweg [damals: Duivendrecht]                       | M51, M53, M54                  | 03,9       |
| 14. Okt. 1977   | Van der Madeweg [Duivendrecht] – Gaasperplas                                | M53                            | 05,4       |
| 14. Okt. 1977   | Van der Madeweg [Duivendrecht] – Holendrecht                                | M50, M54                       | 03,9       |
| 11. Okt. 1980   | Centraal Station – Weesperplein                                             | M51, M53, M54                  | 02,1       |
| 4. Juni 1982    | + Spaklerweg                                                                | M51, M53, M54                  |            |
| 27. Aug. 1982   | Holendrecht – Gein                                                          | M50, M54                       | 02,2       |
| 30. Nov. 1990   | Spaklerweg – Overamstel – Station Zuid – Poortwachter                       | M50, M51                       | 12,4       |
| 23. Mai 1993    | + Duivendrecht                                                              | M50, M54                       |            |
| 1. Juni 1997    | Van der Madeweg – Overamstel – Station Zuid – Isolatorweg                   | M50, M51                       | 01,1 09,4  |
| 23. Sep. 2004   | Poortwachter – Westwijk                                                     | [M51]                          | 02,0       |
| 22. Juli 2018   | Noord – Centraal Station – Station Zuid (Noord-Zuidlijn)                    | M52                            | 09,7       |
| 2. März 2019    | Einstellung: Station Zuid – Westwijk (Ersatz durch die Straßenbahnlinie 25) | [M51]                          | 0−7,8      |
|                 |                                                                             | gesamt                         | 44,3       |

## Linien und Stationen

### Überblick
Das Amsterdamer Metronetz verfügt über 39 Stationen, die von den Linien M50, M51, M52, M53 und M54 bedient werden. Seit Einsatzbeginn der Fahrzeuge des Typs M5 werden die Linien mit einem führenden „M“ bezeichnet, vorher wurden sie nur als „50“, „51“ etc. bezeichnet. Die Nummern M55 bis M59 werden für ehemals geplante zukünftige Entwicklungen freigehalten. Es gab wiederholt Vorschläge, einfachere Linienführungen mit niedrigen Nummern (M1, M2 etc.) einzuführen.
Alle Linien haben auch Farbsymbole, die aus der Anfangszeit der Straßenbahn stammen und auf einigen Fahrzeugen angezeigt werden. Liniennamen, wie Ringlijn für M50, Amstelveenlijn für die ehemalige M51, Gaasperplaslijn für die M53 und Geinlijn für die M54 werden offiziell nicht mehr benutzt, lediglich Noord/Zuidlijn für die M52. Die M53 und M54 werden teilweise auch als Oostlijn bezeichnet.
| Linie | Linie            | Strecke                        | eröffnet | Takt      | Stationen | Benutzer (2019) | Karte |
| ----- | ---------------- | ------------------------------ | -------- | --------- | --------- | --------------- | ----- |
| M50   | Linienzeichen 50 | Isolatorweg ↔ Gein             | 1997     | 8–12 Min. | 20        | 100 200         |       |
| M51   | Linienzeichen 51 | Isolatorweg ↔ Centraal Station | 2019     | 8–12 Min. | 19        | 060 800         |       |
| M52   | Linienzeichen 52 | Zuid ↔ Noord                   | 2019     | 6–8 Min.  | 08        | 084 000         |       |
| M53   | Linienzeichen 53 | Gaasperplas ↔ Centraal Station | 1977     | 7–15 Min. | 14        | 060 600         |       |
| M54   | Linienzeichen 54 | Gein ↔ Centraal Station        | 1977     | 8–12 Min. | 15        | 073 500         |       |

### M50
Die Linie beginnt im Nordwesten Amsterdams an der Station Isolatorweg. Ab Station Sloterdijk verläuft sie parallel zur westlichen Ringspoorbaan. Nach der Station Sneevlietweg biegt die Bahn fast rechtwinklig nach Osten ab und verläuft parallel zur südlichen Ringspoorbaan und der Ringautobahn (A10). Nach der Station Amstelveenseweg wird die Station Zuid erreicht. Bis zur Station Overamstel teilt sich die M50 die Gleise mit der Linie M51. Über zwei einzelne Brücken, die im Jahr 1995 mit dem Beton-Award ausgezeichnet wurden, ist die Linie M50 an die Strecke der Linien M53 und M54 angeschlossen. Nach Van der Madeweg verkehrt die M50 auf der Strecke der Linie M54 bis zur Station Gein und bedient das Fußballstadion Johan-Cruyff-Arena und auch den Bahnhof Holendrecht.

### M51
Die Linie verkehrt in Amsterdams erstem U-Bahn-Tunnel von der Centraal Station bis zum Bahnhof Amstel. Ab der Station Spaklerweg führt sie zur Station Zuid und entlang der Strecke der Linie M50, also dem südlich und westlich Amsterdam eingrenzenden Halbring über Lelylaan und Sloterdijk bis Isolatorweg.
Bis 2019 zweigte die M51 am Südbahnhof ab und verkehrte als Straßenbahn nach Amstelveen. Dieser Abschnitt wurde zu einer eigenständigen, niederflurigen Straßenbahnlinie 25 umgebaut.

### M52
Die M52, auch Noord/Zuidlijn, also Nord-Süd-Linie genannt, ist die einzige, die auch den Stadtbezirk Amsterdam-Noord auf der nördlichen Seite des IJ bedient und entlastet dadurch die hierhin ebenfalls verkehrenden Fähren. Außerdem konnten die ins nördliche Umfeld verkehrenden Regionalbuslinien von der Centraal Station bis Amsterdam Noord zurückgezogen werden. Südlich der Centraal Station erschließt die M52 die historische Innenstadt Amsterdams mit, ebenfalls als einzige Strecke, den Haltestellen Rokin, Vijzelgracht und De Pijp. Nach einem Halt am Europaplein am Messezentrum RAI endet die Linie am Südbahnhof, der Station Zuid.

### M53
Die Linie verkehrt in Amsterdams erstem U-Bahn-Tunnel von der Centraal Station bis zum Bahnhof Amstel. Nach der Ausfahrt aus dem Tunnel führt sie bis zur Abzweigestation Van der Madeweg. Von dort unterquert sie ohne Halt den Bahnhof Duivendrecht, um dann parallel zum Bahndamm der Niederländischen Eisenbahn bis zum Bahnhof Diemen-Zuid zu führen. Von dort führt sie, nach Süden schwenkend, zur Endstation Gaasperplas und erschließt dabei Wohngebiete im Stadtbezirk Zuidoost.

### M54
Die Linie verkehrt in Amsterdams erstem U-Bahn-Tunnel von der Centraal Station bis zum Bahnhof Amstel. Nach der Ausfahrt aus dem Tunnel führt sie bis zur Abzweigestation Van der Madeweg. Zusammen mit der Linie M50 bedient sie dann das Stadion Johan-Cruyff-Arena und die Stadtteile Holendrecht und Gein des Stadtbezirks Amsterdam-Zuidoost.

## Fahrzeuge
Die Amsterdamer Metro besitzt 90 Fahrzeuge aus verschiedenen Baureihen:

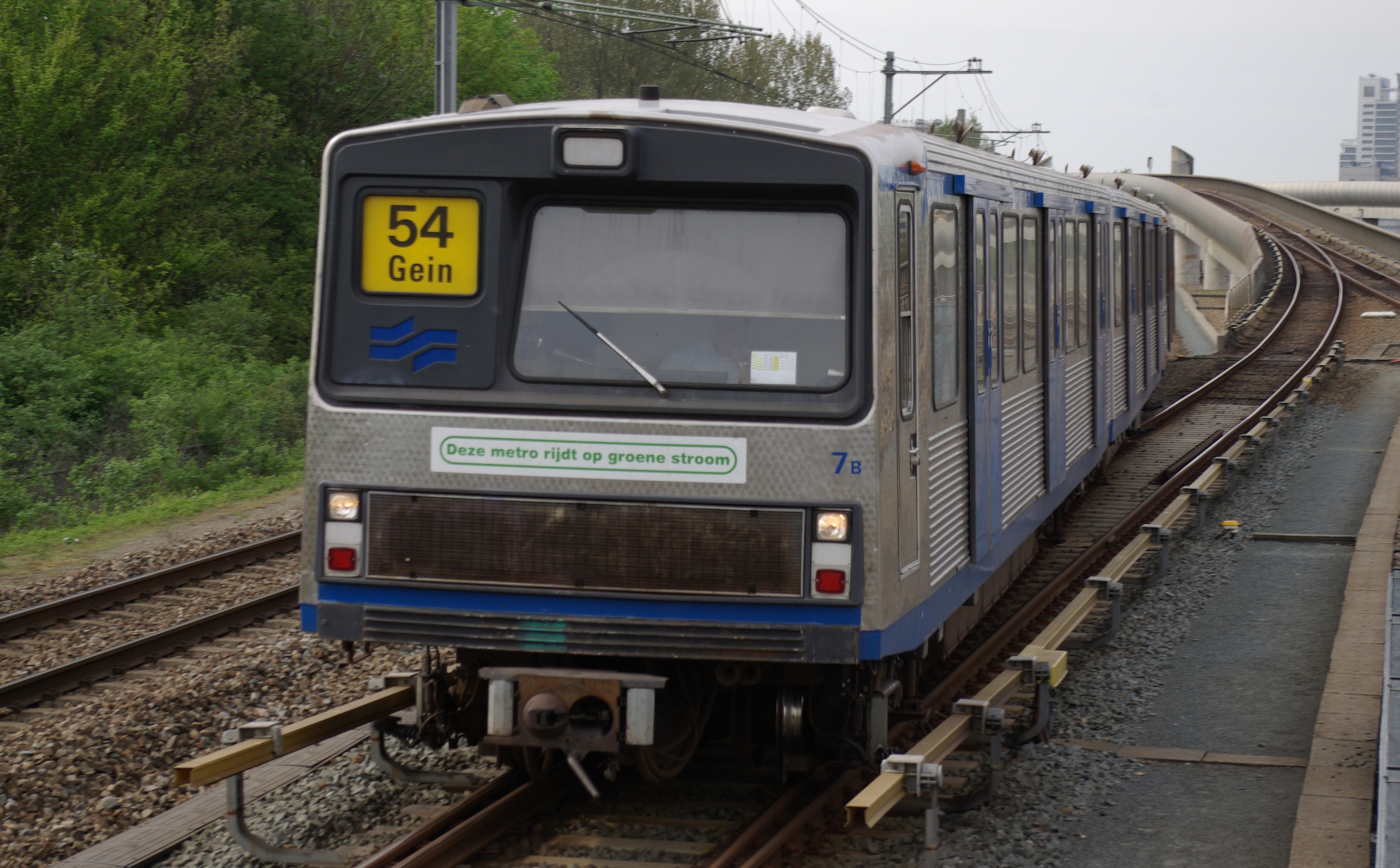
Zug der Baureihe M2

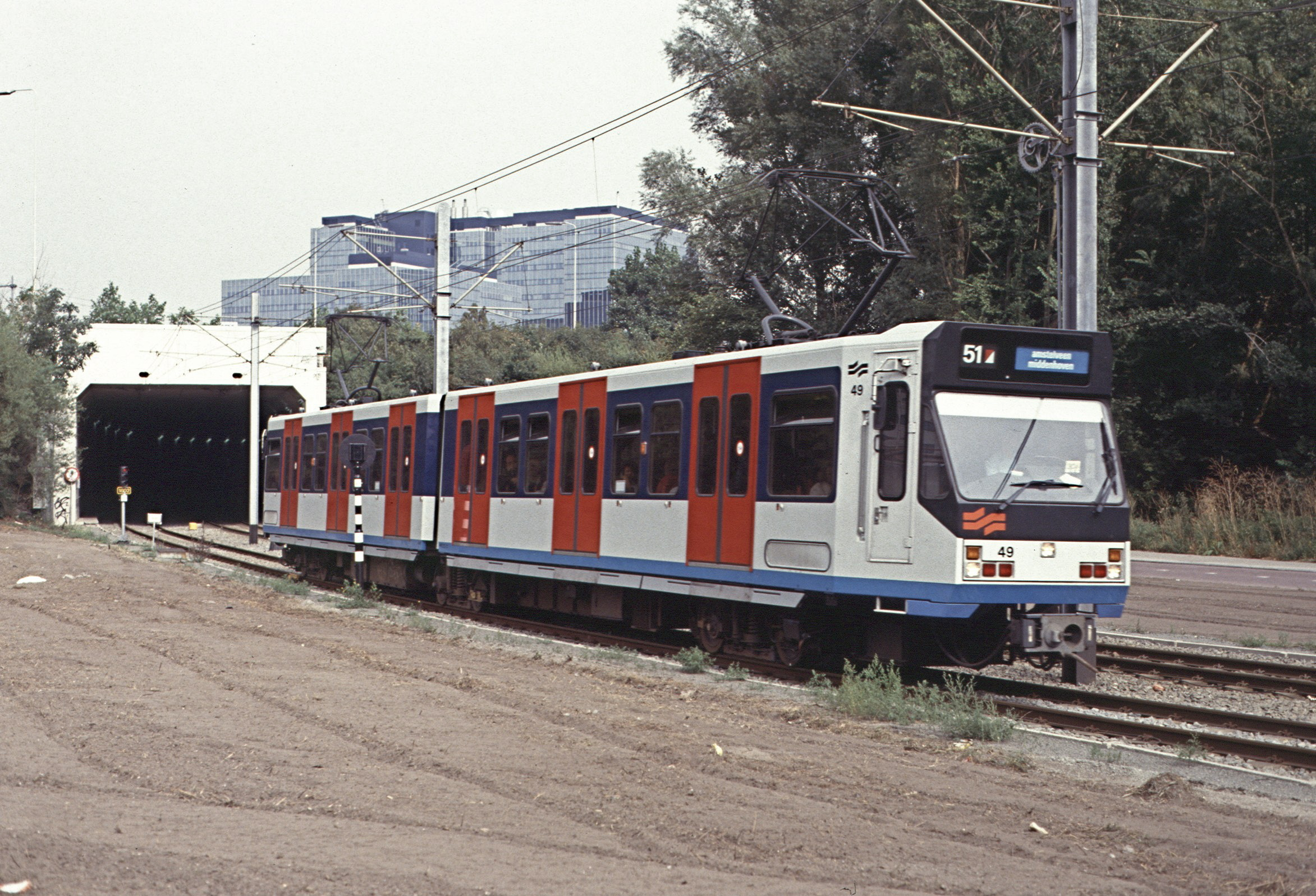
Zug der Baureihe S1 in ursprünglicher Lackierung

| Foto | Baureihe (Wagennummern)                                                 | Hersteller | Anzahl gebaut (im Einsatz) | Wagen pro Einheit | Länge   | Breite  | Linien                  | Lieferzeitraum | Einsatz   |
| ---- | ----------------------------------------------------------------------- | ---------- | -------------------------- | ----------------- | ------- | ------- | ----------------------- | --- | --------- |
|      | Baureihen M1/M2/M3 M1: 1–4 (Vorserie 1973–1976) M2: 5–37 M3: 1–4, 38–44 | LHB        | 44 (0)                     | 2                 | 037,5 m | 3,0 m   | M50, M53, M54           | 1–4: 1973; umgebaut zu M3 in 1980 5–8: 1976 9–37: 1977 38–44: 1980                                                  | 1977–2015 |
|      | Baureihen S1/S2 S1: 45–57 S2: 58–69                                     | BN         | 25 (0)                     | 2                 | 030,6 m | 2,65 m  | M50, M51                | 45–57: 1990 58+59: 1993 60–69: 1994                                                                                 | 1990–2024 |
|      | Baureihe M4 M4: 74–106                                                  | CAF        | 33 (33)                    | 2                 | 030,9 m | 2,7 m   | M50, M51, M53, M54      | 1996 1997 | seit 1997 |
|      | Baureihe S3 S3: 70–73                                                   | CAF        | 04 (4)                     | 2                 | 030,9 m | 2,7 m   | M50, M51                | 70–73: 1997 | seit 1997 |
|      | Baureihen M5/M6 M5: 107/108–151/152 M6: 153/154–161/162                 | Alstom     | 28 (28)                    | 6                 | 116,2 m | 3,0 m   | M50, M51, M52, M53, M54 | 107/108 + 109/110: 2012 111/112–115/116, 119/120+121/122: 2013 117/118, 123/124–141/142: 2014 143/144–161/162: 2015 | seit 2013 |
|      | Baureihe M7 M7: 163/164–                                                | CAF        | 30 (0)                     | 3                 | 059,6 m | 3,005 m |                         | | ab 2024   |

### Baureihen M1 bis M3
Die Serien M1, M2 und M3 mit den Wagennummern 1–44 sind drei Teilserien (1–4, 5–37 und 38–44), die der deutsche Hersteller Linke-Hofmann-Busch (LHB) in Salzgitter zwischen 1973 und 1980 gebaut hatte. Die Einheiten bestehen aus zwei Wagen (Doppeltriebwagen) in Inox-Stahlbauweise nach einer Lizenz der amerikanischen Budd-Company. Sie ähneln in Konstruktion und Aussehen sehr den bei LHB gebauten DT2/DT3 der Hamburger Hochbahn bzw. den Dieseltriebwagen VT 2E, sind aber länger und breiter. Die beiden Wagenkästen sind jeweils 18,36 Meter lang und 3 Meter breit. Die Züge werden durch seitliche Stromschienen mit Strom versorgt, für die Werkstatt besitzen sie außerdem einen kleinen Dachstromabnehmer. Es können maximal vier Einheiten zusammen gekuppelt werden. Dort können jedoch maximal drei Einheiten gekuppelt fahren. Die Einheiten 1–4 von 1973 waren ursprünglich die Prototypen für die Amsterdamer Metro und sollten nach der Eröffnung der Ostlinie verschrottet werden. 1980 beschloss man, diese zu behalten und ähnliche Fahrzeuge zu beschaffen.
Die ursprünglich orangerot-farbenen Außenschiebetüren wurden später blau lackiert. Seit 2012 wurden die Züge der Baureihe M1 bis M3 kontinuierlich durch die neue Bauart M5 ersetzt. Am 19. Dezember 2015 wurde die Baureihe mit einer offiziellen Abschiedsfahrt außer Dienst gestellt. Hierfür wurde der gleiche Wagen (Nr. 23) benutzt, mit dem seinerzeit auch die Eröffnungsfahrt vorgenommen wurde. Zuletzt waren die Züge dieser Bauart auf den Linien M53 und M54 und teilweise auf Linie M50 im Einsatz.

### Baureihen S1 und S2

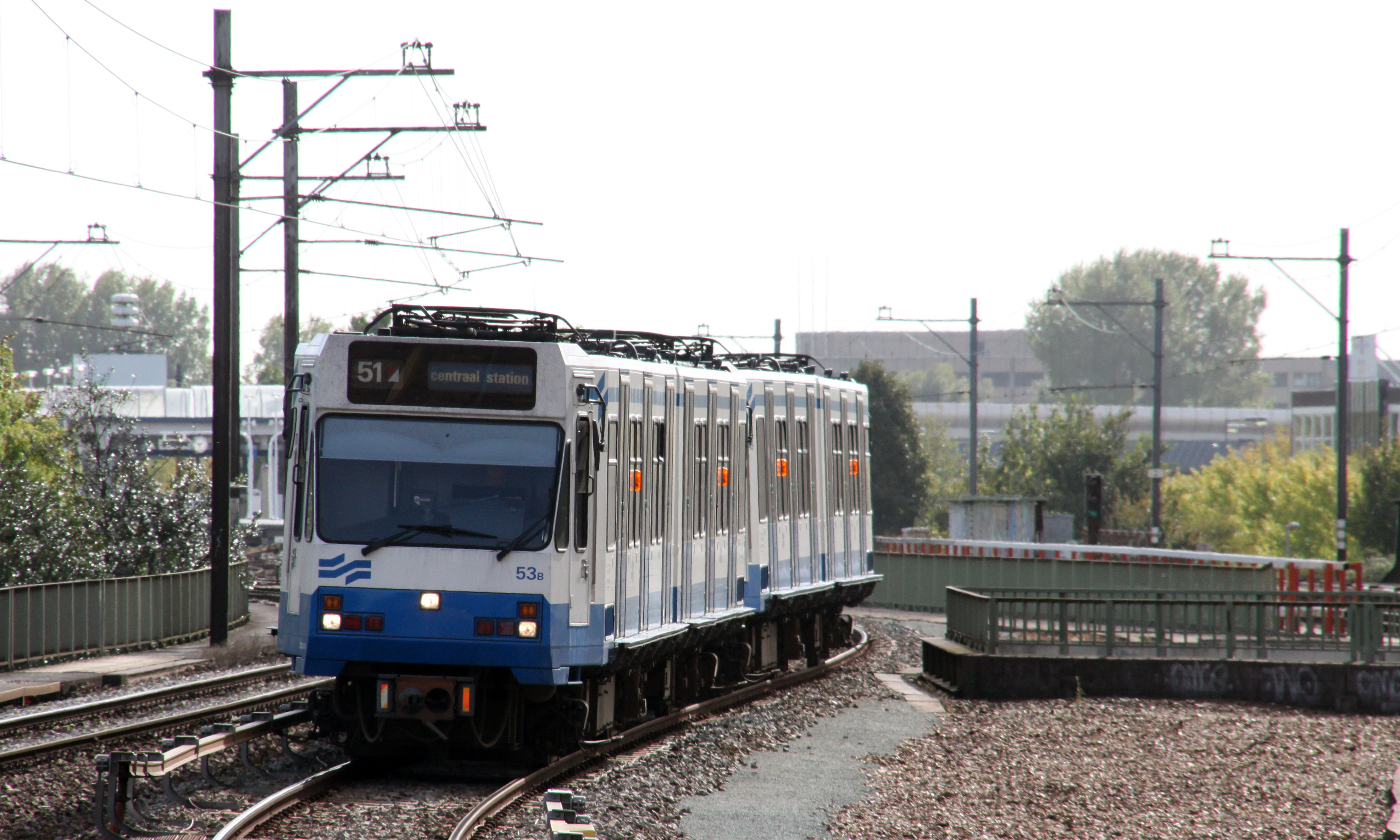
Zug der Baureihe S2

Die Serien S1 und S2 mit den Wagennummern 45–69 wurden in zwei Teilserien (45–57 und 58–69) durch La Brugeoise et Nivelles (BN) in Brugge (Belgien) gebaut und zwischen 1990 und 1994 geliefert. Diese sechsachsigen Stadtbahn-Zweirichtungsgelenkwagen haben eine Länge von etwa 30 Metern sowie eine Breite von 2,65 Meter; sie wurden auf der Stadtbahnlinie M51 eingesetzt. An der Station Zuid/WTC befand sich der Wechsel zwischen Fahrleitungs- und Stromschienenbetrieb. Da die Züge nur 2,65 Meter breit sind, wurden sie mit hydraulisch klappbaren Profilausgleichsprofilen ausgerüstet, die im U-Bahn-Netz ausgeklappt werden und den Zwischenraum von 17½ Zentimetern ausfüllen. Auf dem Straßenbahnabschnitt, wo diese Profilausgleichsbohlen nach unten abgeklappt wurden, konnten nur zwei Einheiten miteinander gekuppelt verkehren, da die Bahnsteige der Stationen Buitenveldert und Amstelveen nur 65 Meter lang waren. Technisch ermöglicht die Vielfachsteuerung das Kuppeln von vier Einheiten. Bei besonderen Anlässen in der Amsterdam Arena fahren die Züge im Sonderverkehr auch auf der Linie M54. In einem Wagenteil gibt es jeweils einen Fahrradständer, an dem zwei Räder Platz haben. In den Jahren 2004/2005 ist das ursprüngliche grau-blau-rote Farbschema passend zum Corporate Design des Amsterdamer Gemeente Vervoer Bedrijf (GVB) in die Farben Blau-Weiß geändert worden, wie sie auch die Straßenbahnwagen und Busse in Amsterdam besitzen.
Seitdem der Straßenbahnbetrieb auf der Linie M51 aufgegeben wurde, werden sie auch auf der Linie M50 eingesetzt.

### Baureihe M4/S3

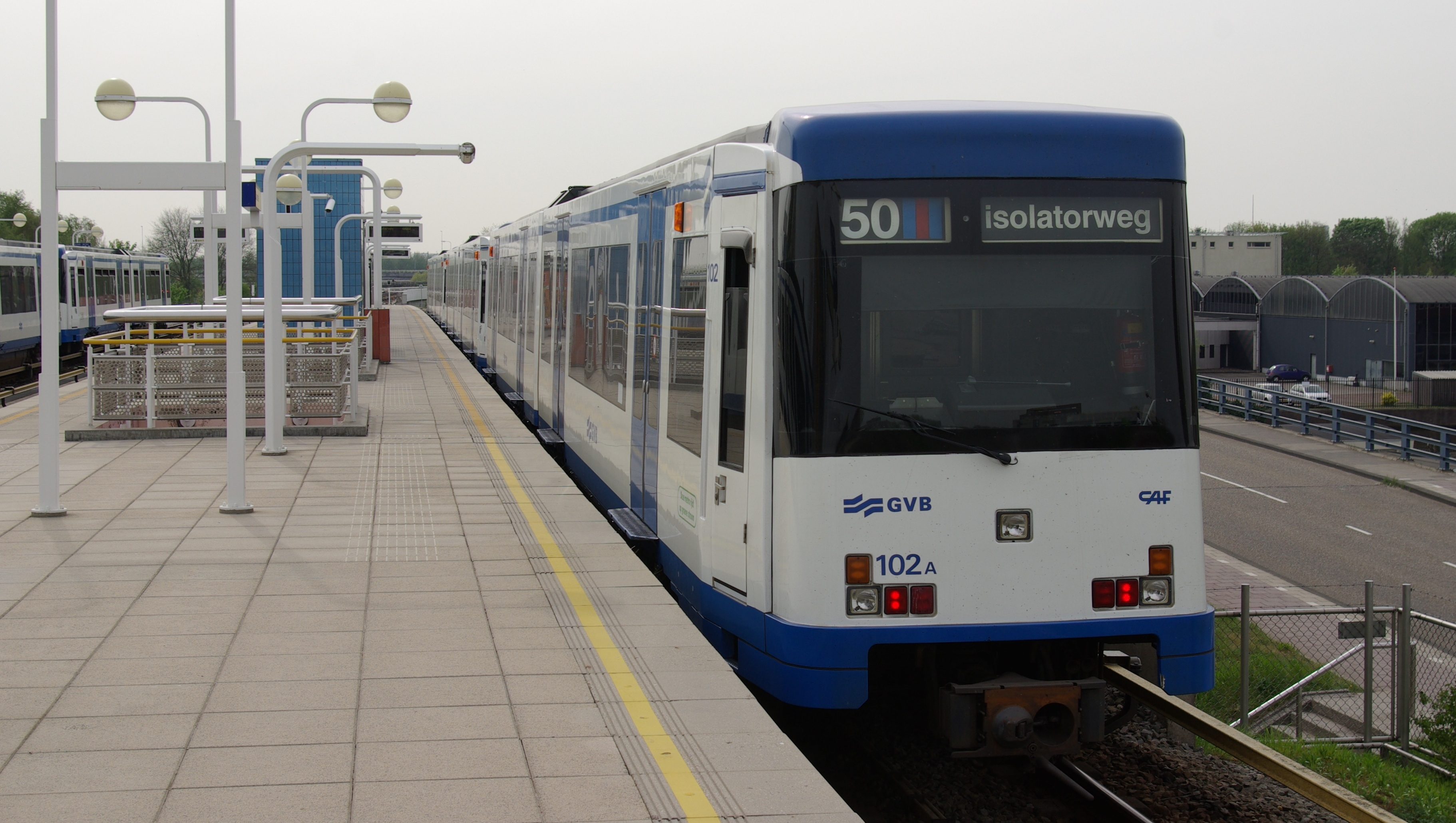
Zug der Baureihe M4

Die Serie M4/S3 mit den Wagennummern 70–106 wurde durch die CAF in Madrid (Spanien) gebaut und in den Jahren 1996/1997 geliefert. Die Fahrzeuge haben eine Länge von 30,8 Meter und eine Breite von 2,65 Meter. Die Stromaufnahme findet durch eine seitliche Stromschiene statt. Die Triebwagen 70–73, die die Teilserie S3 bilden, verfügen über einen größeren Stromabnehmer für den Einsatz auf der ehemaligen Linie M51, die Triebwagen der Teilserie M4 nur einen kleineren Stromabnehmer für Rangierfahrten. Es können maximal vier Einheiten gekuppelt werden.
Auffallend an diesem Wagentyp ist besonders die geringe Anzahl der Türen: nur zwei pro Seite anstatt der üblichen drei. Um mehr Stehplätze zu schaffen, entschied man sich, anstatt einer Doppelsitzreihe auf der einen Seite Klappsitze zu installieren. Auch diese Baureihe wurde an das Corporate Design der GVB angepasst, alle Züge sind jetzt umlackiert.

### Baureihe M5

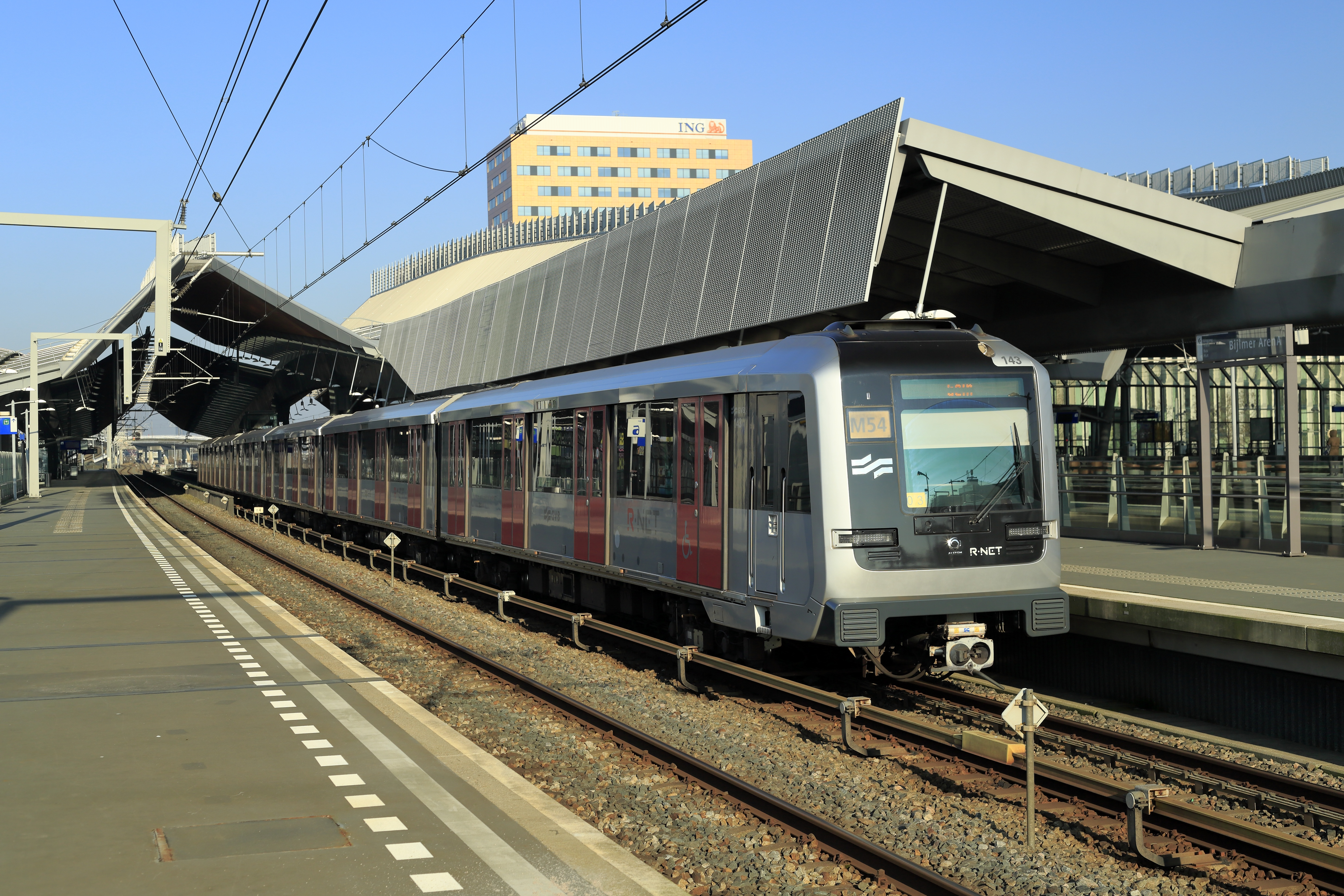
M5-Zug im Bahnhof Amsterdam Bijlmer ArenA

Die Baureihe M5 ersetzt die Baureihen M1 bis M3, die zum Zeitpunkt ihrer Außerdienststellung bis zu 40 Jahre im Einsatz waren. Zudem sollen sie auch auf der Linie M51 sowie auf der neuen Nord-Süd-Linie (Linie M52) eingesetzt werden. Im November 2005 gab die GVB die wichtigsten Merkmale im Basiskonzept für den neuen Zugtyp bekannt. Die Züge sollen eine Wagenkastenbreite von 3 Metern erhalten, wie es schon bei den Typen M1–M3 ist. Sie sollen vier Türen pro Seite erhalten. Dies ist eine Tür mehr als bei den Wagen der Typen M1 bis M3 und die doppelte Anzahl an Türen der Typen M4/S3. Die Züge wurden größtenteils mit Längsbänken ausgestattet, an den jeweiligen Zugenden gibt es einzelne Querbänke. Die Züge wurden ebenfalls den Bedürfnissen der Rollstuhlfahrer angepasst, Fahrradstellanlagen wie in den Zügen der Reihen S1/S2 bzw. M4/S3 gibt es dagegen nicht. Die Züge sind komplett durchgängig, das verbessert das subjektive Sicherheitsgefühl der Fahrgäste als auch die bessere Verteilung der Fahrgäste.
Die Fahrschaltertische befinden sich wie bei den Serien M1 bis M3 in der Mitte der Fahrerkabinen. Außerdem sind die Führerstände klimatisiert und auf halbautomatischen Zugbetrieb ausgelegt. Die Wagen sind zudem auf Strecken mit Stromschienen und Fahrleitung einsetzbar. Die Züge wurden erstmals im September 2012 der Presse vorgestellt und in Testfahrten erprobt. Die Züge wurden von Alstom auf Basis der Fahrzeugplattform „Metropolis“ gebaut. Im April 2013 wurden fünf weitere Züge bei Alstom, im Wert von 42 Millionen Euro, bestellt. Zuvor waren bereits 23 Züge geliefert worden.

### Baureihe M7
Im November 2018 wurde ein Vertrag mit der Firma CAF über die Lieferung von 30 dreiteiligen Metrozügen unterzeichnet. Die Inbetriebnahme war für Mitte 2021 geplant, die neuen Triebfahrzeuge vom Typ M7 ersetzen die Typen S2 und S3/M4 ab 2024 bzw. 2027. Jeder Aluminiumtriebzug wird 59,6 m lang und 3005 mm breit sein und besteht aus zwei Triebwagen und einem Zwischenwagen. Jeder dreiteilige Triebzug wird 480 Fahrgäste bei 4 Personen pro m² befördern können, davon 78 meist auf Längssitzen, und zwei Plätze für Fahrgäste mit eingeschränkter Mobilität. Die Züge werden für den teilautomatischen Betrieb mit GoA 2 ausgerüstet, wobei für GoA 4 ein unbeaufsichtigter Betrieb in der Zukunft vorgesehen ist, wenn die Führerstände entfernt werden. Es besteht eine Option für weitere 30 Züge.